# Campeonato Mundial de Atletismo de 2009 - Maratona masculina
A maratona masculina do Campeonato Mundial de Atletismo de 2009 ocorreu no dia 22 de agosto nas ruas de Berlim.

## Recordes
Antes desta competição, os recordes mundiais e do campeonato nesta prova eram os seguintes:
| Tipo                  | Atleta             | Tempo   | Local  | Data                   | Ref |
| --------------------- | ------------------ | ------- | ------ | ---------------------- | --- |
|                       | Haile Gebrselassie | 2:03:59 | Berlim | 28 de setembro de 2008 | ver |
| Recorde do campeonato | Jaouad Gharib      | 2:08:31 | Paris  | 30 de agosto de 2003   | ver |

## Medalhistas
| Ouro             | Prata                            | Bronze              |
| Abel Kirui (KEN) | Emmanuel Kipchirchir Mutai (KEN) | Tsegay Kebede (ETH) |

## Resultados
Este é o resultado parcial da prova:
| Pos.              | Atleta                         | Tempo   | Notas                 |
| ----------------- | ------------------------------ | ------- | --------------------- |
| Medalha de ouro   | KEN Abel Kirui                 | 2:06:54 | Recorde do campeonato |
| Medalha de prata  | KEN Emmanuel Kipchirchir Mutai | 2:07:48 |                       |
| Medalha de bronze | ETH Tsegay Kebede              | 2:08:35 |                       |
| 4                 | ETH Yemane Tsegay              | 2:08:42 |                       |
| 5                 | KEN Robert Kipkoech Cheruiyot  | 2:10:46 | Recorde da temporada  |
| 6                 | JPN Atsushi Sato               | 2:12:05 |                       |
| 7                 | MAR Adil Ennani                | 2:12:12 |                       |
| 8                 | ESP José Manuel Martínez       | 2:14:04 | Recorde da temporada  |
| 9                 | POR José Moreira               | 2:14:05 | Recorde pessoal       |
| 10                | POR Luís Feiteira              | 2:14:06 |                       |
| 11                | JPN Masaya Shimizu             | 2:14:06 |                       |
| 12                | RSA Norman Dlomo               | 2:14:39 | Recorde da temporada  |
| 13                | POR Fernando Silva             | 2:14:48 |                       |
| 14                | JPN Satoshi Irifune            | 2:14:54 | Recorde da temporada  |
| 15                | ETH Dejene Yirdaw              | 2:15:09 |                       |
| 16                | BRA Marilson dos Santos        | 2:15:13 | Recorde da temporada  |
| 17                | RSA Johannes Kekana            | 2:15:28 | Recorde da temporada  |
| 18                | GER André Pollmächer           | 2:15:36 |                       |
| 19                | BRA Adriano Bastos             | 2:15:39 | Recorde pessoal       |
| 20                | RUS Oleg Kulkov                | 2:15:40 |                       |
| 21                | AUS Martin Dent                | 2:16:05 |                       |
| 22                | RSA Coolboy Ngamole            | 2:16:20 | Recorde da temporada  |
| 23                | BRA José de Souza              | 2:16:40 |                       |
| 24                | USA Daniel Browne              | 2:16:49 | Recorde da temporada  |
| 25                | CAN Reid Coolsaet              | 2:16:53 | Recorde pessoal       |
| 26                | MAR Rachid Kisri               | 2:17:01 |                       |
| 27                | RUS Yuriy Abramov              | 2:17:04 |                       |
| 28                | TAN Phaustin Baha Sulle        | 2:17:11 |                       |
| 29                | MGL Ser-Od Bat-Ochir           | 2:17:22 | Recorde da temporada  |
| 30                | AUS Andrew Letherby            | 2:17:29 | Recorde da temporada  |
| 31                | UGA Daniel Kipkorir Chepyegon  | 2:17:47 | Recorde da temporada  |
| 32                | FRA Simon Munyutu              | 2:17:53 | Recorde da temporada  |
| 33                | CAN Dylan Wykes                | 2:18:00 | Recorde da temporada  |
| 34                | GER Martin Beckmann            | 2:18:08 |                       |
| 35                | ZIM George Majaji              | 2:18:37 | Recorde da temporada  |
| 36                | USA Matt Gabrielson            | 2:18:41 | Recorde da temporada  |
| 37                | MEX Alejandro Suárez           | 2:18:55 |                       |
| 38                | TPE Chia-Che Chang             | 2:19:32 | Recorde da temporada  |
| 39                | JPN Kazuhiro Maeda             | 2:19:59 |                       |
| 40                | BRN Khalid Kamal Yaseen        | 2:20:11 |                       |
| 41                | FRA James Kibocha Theuri       | 2:20:24 |                       |
| 42                | SLO Roman Kejžar               | 2:20:25 | Recorde da temporada  |
| 43                | PRK Song-Chol Pak              | 2:21:12 |                       |
| 44                | FRA Driss El Himer             | 2:21:19 |                       |
| 45                | RUS Mikhail Lemaev             | 2:21:47 |                       |
| 46                | KOR Myongseung Lee             | 2:21:54 | Recorde da temporada  |
| 47                | AUS Mark Tucker                | 2:21:57 | Recorde da temporada  |
| 48                | GUA José Amado García          | 2:22:00 | Recorde da temporada  |
| 49                | MEX Carlos Cordero             | 2:22:16 |                       |
| 50                | GER Falk Cierpinski            | 2:22:36 |                       |
| 51                | PRK Hyon U Ri                  | 2:22:48 |                       |
| 52                | PER Costantino León            | 2:23:34 | Recorde da temporada  |
| 53                | CAN Andrew Smith               | 2:24:48 |                       |
| 54                | FRA Samir Baala                | 2:25:12 |                       |
| 55                | MEX Juan Gualberto Vargas      | 2:25:26 |                       |
| 56                | CAN Giitah Macharia            | 2:25:40 | Recorde da temporada  |
| 57                | TAN Getuli Bayo                | 2:25:52 | Recorde da temporada  |
| 58                | AUS Scott Westcott             | 2:26:02 |                       |
| 59                | CPV Nelson Cruz                | 2:27:16 | Recorde da temporada  |
| 60                | TAN Andrea Silvini             | 2:28:48 |                       |
| 61                | JPN Arata Fujiwara             | 2:31:06 | Recorde da temporada  |
| 62                | KGZ Valery Pisarev             | 2:31:32 | Recorde da temporada  |
| 63                | USA Nate Jenkins               | 2:32:16 | Recorde da temporada  |
| 64                | ISR Wodage Zvadya              | 2:34:58 |                       |
| 65                | KOR Myong-Ki Lee               | 2:35:12 |                       |
| 66                | GER Tobias Sauter              | 2:35:43 |                       |
| 67                | ESP Pedro Nimo                 | 2:36:39 |                       |
| 68                | ERI Tesfayohannes Mesfin       | 2:39:51 |                       |
| 69                | KOR Geuntae Yook               | 2:40:47 |                       |
| 70                | BHU Sangay Wangchuk            | 2:47:55 | Recorde nacional      |
|                   | BRN Stephen Loruo Kamar        | DNF     |                       |
|                   | ECU Franklin Tenorio           | DNF     |                       |
|                   | ERI Yared Asmerom              | DNF     |                       |
|                   | ERI Yonas Kifle                | DNF     |                       |
|                   | ESP Rafael Iglesias            | DNF     |                       |
|                   | ETH Deressa Chimsa             | DNF     |                       |
|                   | ETH Deriba Merga               | DNF     |                       |
|                   | FRA Loïc Letellier             | DNF     |                       |
|                   | KEN Benjamin Kolum Kiptoo      | DNF     |                       |
|                   | KOR Youngjun Ji                | DNF     |                       |
|                   | LES Sechaba Bohosi             | DNF     |                       |
|                   | MAR Abderrahim Goumri          | DNF     |                       |
|                   | NAM Reinhold Ndalikokule Iita  | DNF     |                       |
|                   | NZL Michael Aish               | DNF     |                       |
|                   | QAT Mubarak Hassan Shami       | DNF     |                       |
|                   | RWA Dieudonné Disi             | DNF     |                       |
|                   | TAN Lucian Disdery Hombo       | DNF     |                       |
|                   | TAN Christopher Isengwe        | DNF     |                       |
|                   | UGA Nicholas Kiprono           | DNF     |                       |
|                   | UGA Amos Masai                 | DNF     |                       |
|                   | USA Justin Young               | DNF     |                       |
|                   | ITA Ruggero Pertile            | DNS     |                       |
|                   | JPN Kensuke Takahashi          | DNS     |                       |
|                   | KEN Daniel Rono                | DNS     |                       |
|                   | KOR Junhyeon Hwang             | DNS     |                       |
|                   | LBA Ali Mabrouk El Zaidi       | DNS     |                       |
|                   | MAR Jaouad Gharib              | DNS     |                       |
|                   | USA Edwardo Torres             | DNS     |                       |

## Novos recordes
Antes desta competição, os recordes mundiais e do campeonato nesta prova eram os seguintes:
| Tipo                  | Atleta             | Tempo   | Local  | Data                   | Ref |
| --------------------- | ------------------ | ------- | ------ | ---------------------- | --- |
|                       | Haile Gebrselassie | 2:03:59 | Berlim | 28 de setembro de 2008 | ver |
| Recorde do campeonato | Abel Kirui         | 2:06:54 | Berlim | 22 de agosto de 2009   | ver |

Legenda
| Recorde mundial       | Recorde mundial (World record)               |                       | Recorde africano                      | Recorde africano (African) |                                           | Q | Classificado por posição (Qualified) |
| Recorde do campeonato | Recorde do campeonato (Championship record)  | Recorde da América    | Recorde da América (Americas)         | q                          | Classificado por melhor tempo (Qualified) |   |                                      |
| Melhor marca do ano   | Melhor marca do ano (World leading)          | Recorde asiático      | Recorde asiático (Asian)              | DNS                        | Não largou (Did not start)                |   |                                      |
| Recorde nacional      | Recorde nacional (National record)           | Recorde europeu       | Recorde europeu (European)            | DNF                        | Não terminou (Did not finish)             |   |                                      |
| Recorde pessoal       | Recorde pessoal do atleta (Personal best)    | Recorde da Oceania    | Recorde da Oceania (Oceania)          | DSQ / DQ                   | Desclassificado (Disqualified)            |   |                                      |
| Recorde da temporada  | Recorde da temporada do atleta (Season best) | Recorde sul-americano | Recorde sul-americano (South America) | NM                         | Sem marca (No mark)                       |   |                                      |